# Hernán Siles Zuazo
Hernán Siles Zuazo (La Paz, 21 de março de 1914 — Montevidéu, 6 de agosto de 1996) foi um político boliviano e por três vezes presidente de seu país.

## Juventude
Hernán Siles era filho ilegítimo do último presidente do Partido Republicano da Bolívia, Hernando Siles Reyes e Isabel Zuazo Cusicanqui. Siles foi criado por sua mãe. Seu meio-irmão Luis Adolfo Siles Salinas foi presidente por cinco meses em 1969.
Em 1931, Siles se formou no Instituto Americano de La Paz. Ele serviu no exército boliviano e foi condecorado pelos ferimentos sofridos enquanto lutava na Guerra do Chaco de 1932–35. Depois da guerra, ele terminou a Universidade Maior de San Andrés como bacharel em direito.
Siles foi casado com Maria Teresa Ormachea del Carpio e teve três filhas, Marcela, Ana Maria e Isabel.

## Formação do MNR e a revolução de 1952
Em 1940, Siles foi eleito para a Câmara dos Deputados. Gravitando em direção ao lado reformista do espectro político (mesmo que seu pai tinha sido um dos pilares do Antigo Regime), em 1941, fundou, juntamente com Víctor Paz Estenssoro e outros, o influente Movimento Revolucionário Nacionalista (Movimiento Nacionalista Revolucionario, ou MNR).
O MNR estava por trás do golpe que instalou a administração militar progressista de Gualberto Villarroel (1943–46), mas foi expulso do poder devido à pressão dos EUA e também pela queda de Villarroel em 1946, após o qual Siles foi exilado para a Argentina. Lá, ele trabalhou como correspondente da Associated Press de novembro de 1947 a setembro de 1948.
Nas eleições de 1951, Paz Estenssoro concorreu à presidência com Siles como companheiro de chapa à vice-presidência e venceu a disputa com 42,9% dos votos. No entanto, o governo ultraconservador de Mamerto Urriolagoitía se recusou a reconhecer os resultados e, em vez disso, entregou a presidência ao comandante do exército boliviano, general Hugo Ballivián. Nesse ponto, o partido MNR passou à clandestinidade e em 9-11 de abril de 1952 liderou a histórica Revolução Nacional Boliviana, auxiliada por deserções das forças armadas para a causa rebelde (a principal delas estava o general Antonio Seleme). Siles desempenhou um papel importante no levante revolucionário, junto com Juan Lechín, já que o líder do MNR Paz Estenssoro estava na época exilado na Argentina.

## Vice-presidente (1952–1956)
Depois de derrotar os militares e derrubar o governo Ballivián, Siles serviu como presidente provisório de 11 de abril de 1952 a 16 de abril de 1952, quando Estenssoro retornou do exílio. Os resultados eleitorais de 1951 foram confirmados e Paz Estenssoro tornou-se presidente constitucional da Bolívia, com Siles como vice-presidente.
Durante os primeiros 4 anos do MNR no cargo, o governo instituiu reformas de longo alcance, incluindo o estabelecimento do voto universal, a nacionalização das maiores empresas de mineração do país e a adoção de uma grande reforma agrária. Em 1956, Estenssoro deixou o cargo, pois a Constituição boliviana proibia um presidente em exercício de concorrer a mais um mandato consecutivo. Siles, seu sucessor lógico, venceu facilmente as eleições de 1956 e tornou-se Presidente da República em 6 de agosto de 1956.

## Primeira presidência (1956–1960)

Hernán Zuazo, 1956. Arquivo Nacional do Brasil.

O primeiro governo de Siles foi mais contencioso e difícil do que o revolucionário Estenssoro. Durante esse tempo, o MNR começou a se fragmentar em linhas pessoais e devido a desacordos crescentes sobre políticas.
A economia estava em sérios apuros, pois a produção de alimentos e minerais despencou, a inflação disparou e os Estados Unidos condicionaram qualquer ajuda e apoio adicional à adoção de um programa econômico de sua própria prescrição (o chamado plano Eder) no final de 1956 sob Siles aceitou a ajuda dos EUA em troca de cortes de despesas governamentais e programas sociais.
Siles também teve que enfrentar a difícil questão de desarmar os trabalhadores e membros da milícia mineira que lutaram na Revolução de 1952 e que tiveram permissão para ficar com suas armas. Eles haviam servido como um contrapeso útil à possibilidade de um golpe conservador ou militar contra a Revolução, mas agora serviam às crescentes ambições do chefe do Centro dos Trabalhadores Bolivianos (COB), Juan Lechín. Enquanto isso, o partido Falange Socialista Boliviana planejou derrubar o MNR do poder, causando uma reação repressiva bastante desproporcional que diminuiu a popularidade do MNR (e de Siles).

## Rompimento com o MNR e exílio, 1960-1978
Após o fim do mandato de Siles em 1960, Estenssoro concorreu novamente à presidência nas eleições de 1960 e, ao ser eleito, enviou Siles como embaixador no Uruguai até 1963 e como embaixador na Espanha (1963-1964). Em 1964, Siles rompeu com Estrassoro devido à decisão deste último de concorrer a mais um mandato consecutivo.
Siles inicialmente apoiou o golpe de Estado de novembro de 1964 pelo vice-presidente, general René Barrientos, e pelo chefe do exército Alfredo Ovando - mas foi posteriormente exilado quando ficou claro que os militares pretendiam manipular os resultados eleitorais de 1966 para se perpetuar no poder. Exceto por um interlúdio de cinco meses durante o qual seu meio-irmão ocupou a presidência, as forças armadas permaneceram no controle do Palácio Presidencial de Quemado até 1982.
Em 1971, Siles se opôs ao golpe de direita do general Hugo Banzer, provocando um rompimento irreversível com Estenssoro, que apoiou o golpe. Em 1971 Siles formaram a Leftwing Movimento Nacionalista Revolucionário (Movimiento Nacionalista Revolucionario de Izquierda, MNRI), começando uma leftwards deriva constante.

## Os falsos começos democráticos de 1978-1982
Após a abertura democrática de 1978, Siles retornou à Bolívia e formou uma grande aliança da esquerda com o Movimento de Esquerda Revolucionária, o Partido Comunista e outros. Juntos, eles formaram a União Democrática e Popular (UDP), que triunfou nas eleições gerais de 1978, 1979 e 1980, principalmente como resultado de uma grave erosão do apoio a Estenssoro.
A eleição de 1978 foi anulada devido a uma fraude maciça em favor do candidato militar oficial, general Juan Pereda, embora as pesquisas mostrassem que Siles teria vencido com folga se a eleição tivesse sido conduzida com honestidade. A disputa de 1979 permaneceu inconclusiva porque nenhum candidato recebeu 50% dos votos e o Congresso elegeu Wálter Guevara como presidente temporário.
Siles terminou em primeiro em 1980, mas não conseguiu a maioria. Dias antes de o Congresso se reunir para escolher um vencedor, o exército lançou o golpe sangrento de 17 de julho de 1980, que instalou uma ditadura reacionária (e contaminada por cocaína) do general Luis García Meza. Siles escapou para o exílio no Peru cruzando o Lago Titicaca em um barco. Ele retornou em 1982, quando a experiência militar havia terminado e a economia boliviana estava à beira do colapso.

## Segunda presidência (1982-85)
Com sua reputação gravemente prejudicada pelos excessos da ditadura de 1980-82, os militares enfrentaram duas opções - convocar novas eleições ou aceitar os resultados de 1980. A essa altura, porém, era óbvio que o país entraria em guerra civil antes que novas eleições pudessem ser realizadas. Nessas circunstâncias, os militares anunciaram em setembro de 1982 que, para poupar as despesas de novas eleições e evitar mais distúrbios, voltariam a reunir a legislatura eleita em 1980 e aceitariam quem escolhesse como presidente. O Congresso se reuniu novamente em 23 de setembro e reconfirmou os resultados das eleições de 1980. Em 5 de outubro, elegeu Siles como presidente por maioria esmagadora. Assumiu o segundo mandato em 10 de outubro, tendo Jaime Paz do MIR como vice-presidente.
Em 1983, Siles Zuazo reabriu as relações com Cuba após o término do relacionamento vinte anos antes. Os médicos cubanos começaram a reorganizar o sistema de saúde boliviano.
Em 30 de junho de 1984, ele foi preso por dez horas durante um golpe militar fracassado.
A situação econômica era péssima, com hiperinflação crescente. Siles teve grande dificuldade em controlar a situação e recebeu escasso apoio dos partidos políticos ou parlamentares, muitos dos quais estavam ansiosos para exercitar seus músculos políticos após tantos anos de autoritarismo militar. Os sindicatos, liderados por seu antigo líder Juan Lechín, paralisaram o governo com greves constantes, e até o vice-presidente, Jaime Paz, abandonou o navio que estava afundando quando a popularidade de Siles despencou para o nível mais baixo de todos os tempos.
A hiperinflação de 1982-86 acabaria sendo a quarta maior já registrada no mundo. Ainda assim, Siles se recusou a adotar medidas extraconstitucionais, preferindo, em vez disso, consolidar a democracia boliviana conquistada com dificuldade, independentemente do custo pessoal para ele. Ele até fez uma greve de fome como uma forma desesperada de ganhar a simpatia do público. Finalmente, ele concordou em encurtar seu próprio mandato e o Congresso adiantou a eleição presidencial em um ano.
Um ponto brilhante no governo Siles foi a extradição de 1983 para a França do criminoso de guerra nazista Klaus Barbie, conhecido como o açougueiro de Lyon. Ele morava na Bolívia desde o final dos anos 1950 ou início dos anos 1960, depois de ser contrabandeado para fora da Europa com a ajuda dos Estados Unidos, e muitas vezes foi contratado pelas ditaduras de 1964-82 como especialista em interrogatórios. Após sua extradição, ele foi condenado por seus crimes e morreu em uma prisão francesa.

## Vida posterior
Em 1985, a impotência do governo levou o Congresso a convocar eleições antecipadas, citando o fato de que Siles havia sido eleito originalmente cinco longos anos antes. Seu antigo rival, Víctor Paz Estenssoro, do MNR, foi eleito presidente, e Siles partiu para o Uruguai, país onde já havia vivido no exílio e pelo qual tinha um carinho especial. Ele morreu em Montevidéu, Uruguai, em agosto de 1996, aos 82 anos.